# Syrmatium haydonii
Syrmatium haydonii là một loài thực vật có hoa trong họ Đậu. Loài này được (Orcutt) A.Heller miêu tả khoa học đầu tiên.